# Dąbrowa (rejon świsłocki)
Dąbrowa (biał. Дуброва, Dubrowa; ros. Дуброва, Dubrowa) – wieś na Białorusi, w obwodzie grodzieńskim, w rejonie świsłockim, w sielsowiecie Świsłocz.

## Historia
W XIX i w początkach XX w. położona była w Rosji, w guberni grodzieńskiej, w powiecie wołkowyskim. Była tu kaplica katolicka, należąca do parafii w Jałówce, w 1880 już nieistniejąca.
W dwudziestoleciu międzywojennym leżała w Polsce, w województwie białostockim, w powiecie wołkowyskim, w gminie Świsłocz. W 1921 miejscowość liczyła 32 mieszkańców, zamieszkałych w 3 budynkach, wyłącznie Polaków wyznania rzymskokatolickiego.
Po II wojnie światowej w granicach Związku Sowieckiego. Od 1991 w niepodległej Białorusi.